# Damian Marley
Pour les articles homonymes, voir Marley.
 (avril 2016).
Si vous disposez d'ouvrages ou d'articles de référence ou si vous connaissez des sites web de qualité traitant du thème abordé ici, merci de compléter l'article en donnant les références utiles à sa vérifiabilité et en les liant à la section « Notes et références ».
Damian Marley, né le 21 juillet 1978 à Kingston, est un chanteur, producteur, auteur-compositeur-interprète et musicien jamaïcain. Il est le fils de Bob Marley, d’où son surnom de « Junior Gong » qui lui vient de son père surnommé « Tuff Gong ». Il a fait son arrivée dans les charts mondiaux avec l'album Welcome to Jamrock en 2005. Il devient rapidement une figure dans le monde du reggae et a reçu à ce jour cinq Grammy Awards.

## Biographie et parcours musical
Damian Marley est né à Kingston, en Jamaïque. Dès son plus jeune âge, il est allé à New York. Sa mère Cindy Breakspeare élue Miss Monde 1976, a grandi dans les quartiers aisés de Kingston.
Il débute dans la musique au sein des « Shepherds », un groupe d’enfants de stars autochtones. Après de nombreuses apparitions scéniques, notamment au festival Reggae Sunsplash en 1992, le groupe se dissout et Damian s’oriente vers le dancehall. Deejay Degree, son premier single, sort en 1993 chez Tuff Gong, le label fondé par son père. L’année suivante il distribue son second single le Sexy Girls on My Mind chez Main Street. Ensuite Damian devient porte-parole de Leaf of Life Foundation, une association venant en aide aux enfants séropositifs.
Son premier album, Mr Marley sort en 1996 et est produit par son frère Stephen, chef de l'équipe de producteurs Marley Boyz. Grâce à ce nouvel opus, il élargit son public et apparaît plusieurs fois, au festival Lollapalooza en 1997. En 2001, il revient avec un nouvel album, Halfway Tree, qui lui donne l'occasion de collaborer avec nombre d'artistes, comme Capleton, Eve ou encore Bounty Killer.
En février 2006, il a participé avec l’ensemble de ses frères et sœurs au concert Africa Unite célébrant le soixantième anniversaire de la naissance de leur père, Bob Marley à Nine Miles.

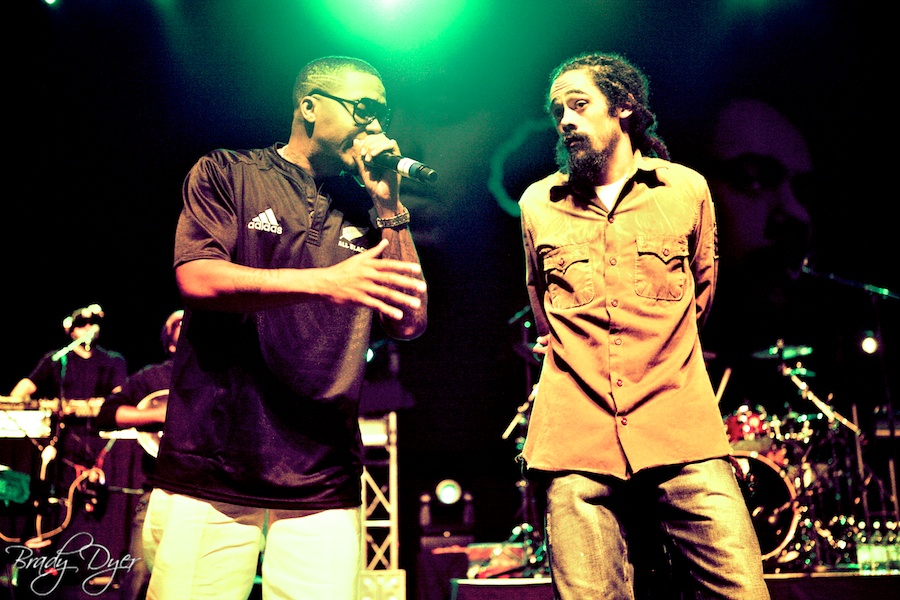
avec Nas en 2011

Le 18 mai 2010 sort Distant Relatives, un album studio en collaboration avec Nas, sur lequel sont invités entre autres son frère Stephen Marley, ainsi que K'Naan, Lil Wayne, ou encore Joss Stone avec qui il prépare le premier album de SuperHeavy. Distant Relatives est un album de charité, une partie des fonds récoltés sont en effet destinés à la construction d'écoles au Congo.
En 2010, il collabore avec Bruno Mars sur la chanson Liquor Store Blues, pour l'album Doo-Wops and Hooligans.
En 2011, Damian Marley rejoint le supergroupe SuperHeavy, formé de Mick Jagger (The Rolling Stones), de la chanteuse anglaise Joss Stone, de Dave Stewart (Eurythmics) et du compositeur indien Allah Rakha Rahman, notamment célèbre pour la composition de la musique du film Slumdog Millionaire. L'album sort en septembre 2011.
Le 17 avril 2012 sort la version finale de Make It Bun Dem, chanson sur laquelle Damian Marley est un featuring avec Skrillex. Cette version finale est jouée pour la première fois par Skrillex à l'Ultra Music Festival 2012, qui s'est déroulé à Miami, le 25 mars; puis au Reggae Sun Ska festival à Pauillac cette fois par Damian Marley, le 4 août. Le clip montre un père et un fils amérindiens qui contrecarrent les plans d'un shérif et d'un homme d'affaires qui cherchent à expulser les habitants de leur domicile.
En 2017, il participe à l'album évènement de Jay-Z, 4:44, sur le titre Bam. Il publie ensuite un nouvel album studio, Stony Hill.

## Un poids musical
Damian Marley s'inscrit entre tradition paternelle et modernité, puisqu'il n'hésite pas à mélanger son reggae jamaïcain au rap américain. La preuve en est avec le titre Road to Zion (2005) réalisé en collaboration avec le rappeur Nas, pour lequel un clip a été tourné à New York, qui montre les influences américaines très fortes que connaît la Jamaïque actuelle, mais également l'attirance des rappeurs américains pour le mouvement Rastafari, il a aussi réalisé sur cet album des collaborations avec son demi-frère Stephen Marley. Damian a aussi réalisé avec Nas, le titre  Patience. Toujours avec le rappeur Nas, Damian Marley a fait tout un album Distant Relatives. Il mêle aussi le reggae au brostep, avec le morceau Make It Bun Dem avec Skrillex.

## Discographie

### Albums studios
- 1996 - Mr. Marley
- 2001 - Halfway Tree
- 2003 - Educated Fools Riddim
- 2005 - Welcome to Jamrock
- 2008 - Rare Joints
- 2010 - Distant Relatives (avec Nas)
- 2011 - SuperHeavy (avec Mick Jagger, Joss Stone, Dave Stewart et A. R. Rahman)
- 2013 - Set Up Shop Volume 1
- 2014 - Set Up Shop Volume 2
- 2017 - Stony Hill

### Collaborations
- 2003 - Lyrical 44 - Method Man, Redman et Damian Marley
- 2004 - Ganja Bus - Cypress Hill feat. Damian Marley
- 2007 - Stand up some things'll never change - Guru feat. Damian Marley
- 2008 - Cruise Control, E=mc2 - Mariah Carey feat Damian Marley
- 2008 - Kingston Town - Busy Signal feat. Damian Marley
- 2009 - Fire - B-Real feat. Damian Marley
- 2010 - Liquor Store Blues - Bruno Mars feat. Damian Marley
- 2012 - Make It Bun Dem - Damian Marley feat. Skrillex
- 2012 - Can't Keep Me Down - Cypress Hill, Rusko feat. Damian Marley
- 2013 - Riot - Sean Paul feat. Damian Marley
- 2014 - Your song - Soja feat. Damian Marley
- 2017 - Bam - Jay-Z feat. Damian Marley
- 2019 - That's not true - Skip Marley feat. Damian Marley
- 2021 - Blessed - Wizkid feat. Damian Marley